# Schloss Blankenhain

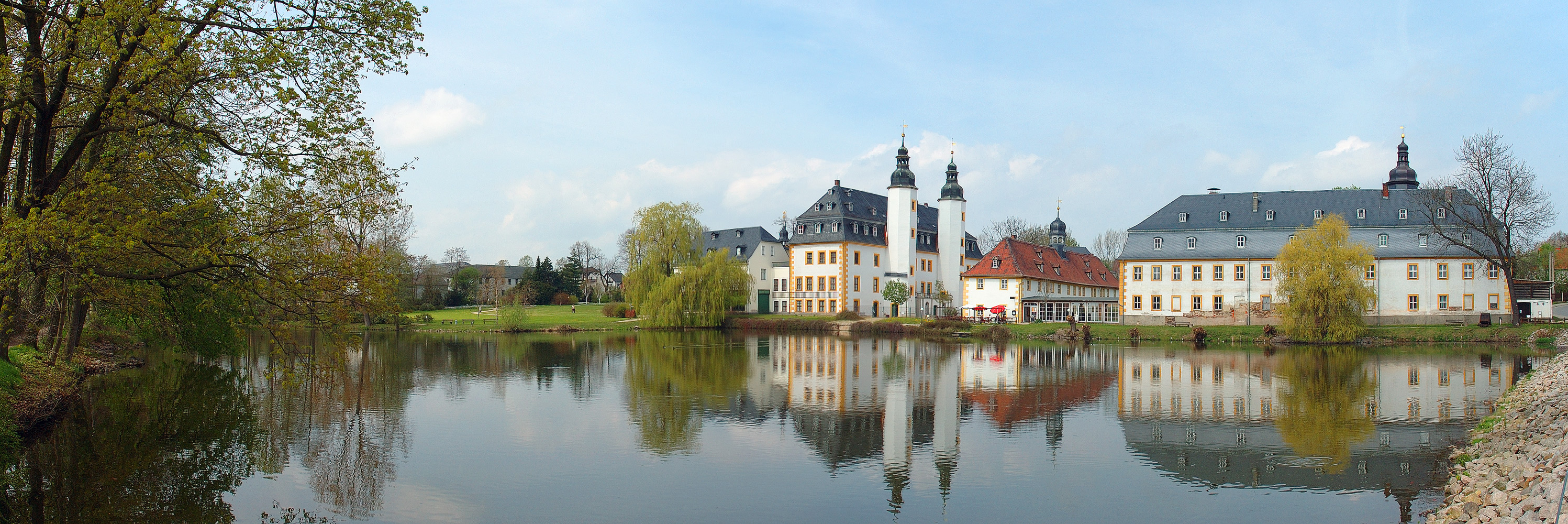
Panoramablick auf das Schloss Blankenhain

Das Schloss Blankenhain in Blankenhain in der Nähe von Crimmitschau (bei Zwickau, Sachsen) gehörte ehemals zu einem Rittergut und ist heute zusammen mit dem sich auf dem Gelände befindlichen Deutschen Landwirtschaftsmuseum eine in Deutschland einmalige Museumsanlage. Es vereint auf einer Fläche von 11 Hektar die Museumstypen Schlossmuseum, Freilichtmuseum, Technikmuseum und Volkskundemuseum mit 80 Ausstellungsgebäuden und baulichen Anlagen.

## Lage
Im Norden von Blankenhain in der Aue des Koberbaches.

## Geschichte

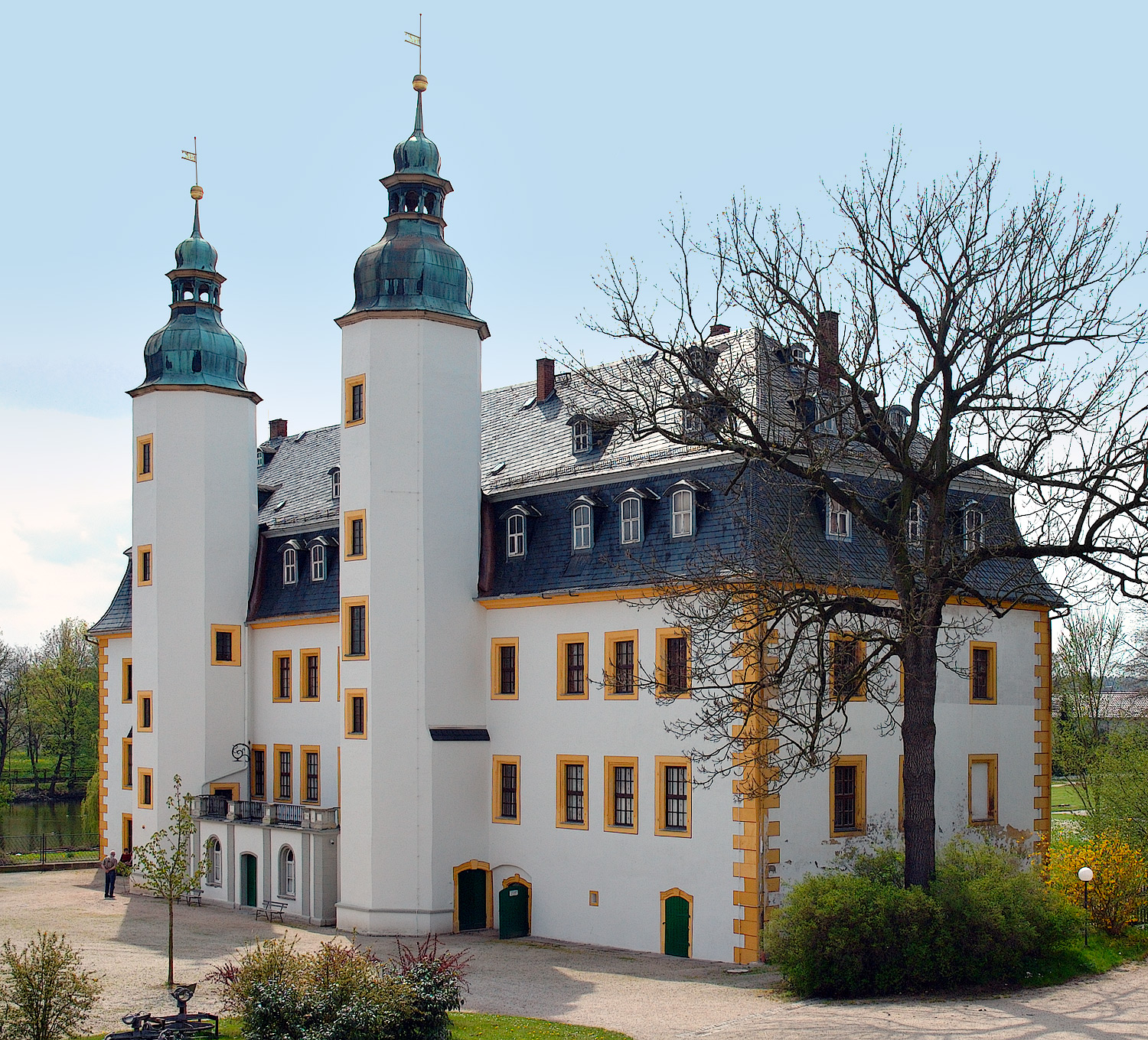
Hauptschloss

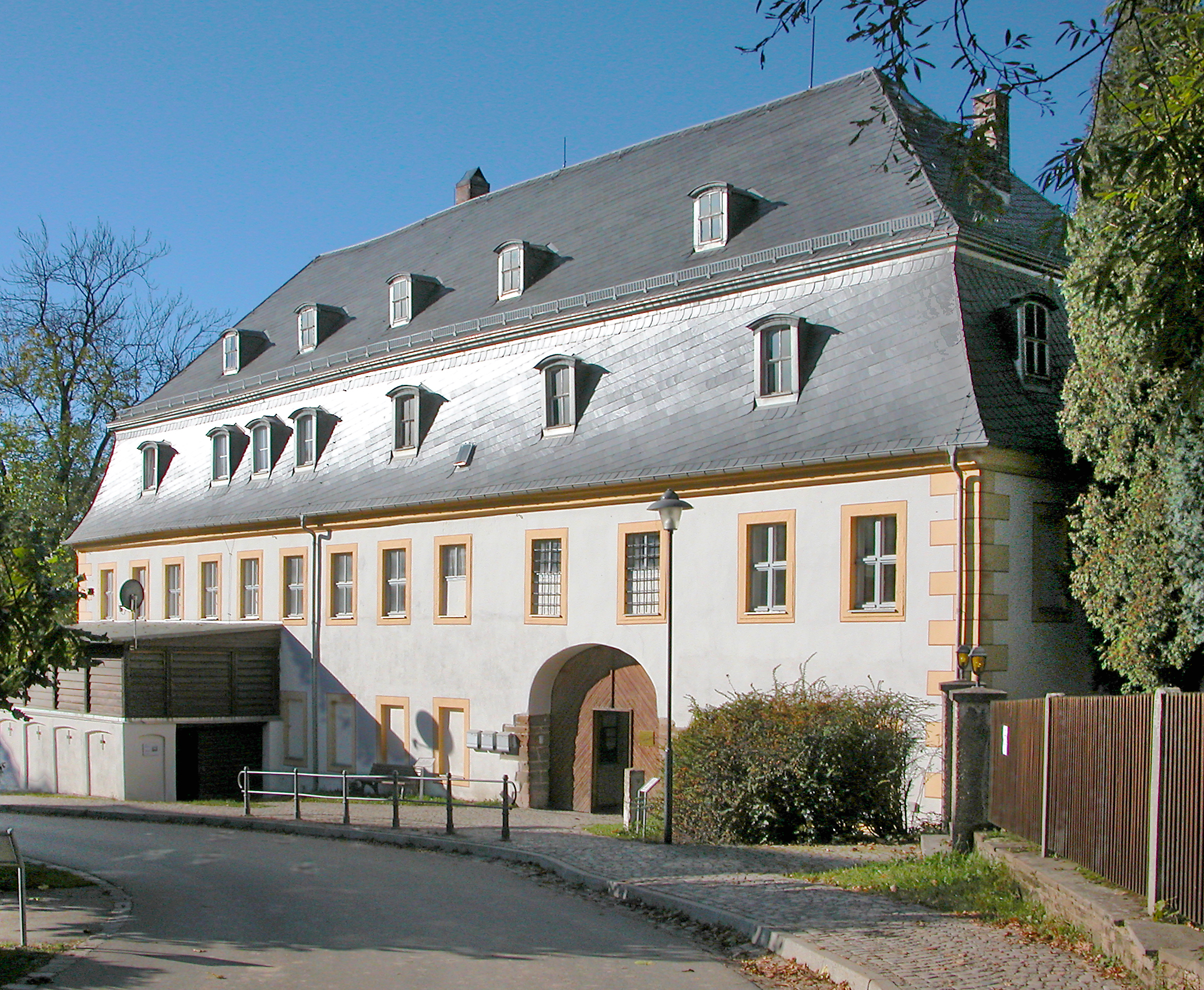
Torhaus

### Wasserburg
Die Geschichte des Bauwerks reicht wahrscheinlich bis in das 12. Jahrhundert zurück. 1316 wird im Urkundenbuch der Vögte ein Ludewik von Blanchenhain genannt und 1423 eine Sophie Blangkynn. Zu späterer Zeit wechseln die Besitzer sehr häufig, aber ein Geschlecht der „Blanken“ taucht nicht wieder auf.
Urkundliche Erwähnung fand es erstmals 1423 als Wasserburg, aus einer früheren Wehranlage errichtet.
Das Schlossareal wurde als Burgstall der vormaligen Wasserburg am 7. Dezember 1970 als Bodendenkmal eingetragen.

### Schlossanlage
1661 brannte das Schloss zur Hälfte ab, es wurde bis ins Jahr 1699, andere Quellen sprechen von 1700, neu erbaut. Das aus dem Jahr 1765 stammende Mansarddach mit den barocken Turmhauben ist noch vorhanden.
1699 wurde parallel zum Schloss ein Vorschloss als Wirtschaftsgebäude hinzugefügt. Im 18. und 19. Jahrhundert wurde dieses Vorschloss mehrfach umgebaut und 1949 in zwei Neubauernhofstellen aufgelöst.
Bis 1774 gehörte das Rittergut Landadligen, darunter Generalleutnant Carl Gottlob von Neitschütz, später bürgerlichen Familien und wohlhabenden Fabrikanten. Zu ihnen gehörte Carl Gottlob Scheuereck, Besitzer einer Klöppelspitzenmanufaktur in Annaberg-Buchholz, der 1785 auf dem Friedhof von Blankenhain eine Erbbegräbnisstätte in Form eines Mausoleums im byzantinischen Stil errichten ließ. Die Erben verkauften das Anwesen 1861 an den aus Hof stammenden Fabrikanten Gustav Münch-Ferber. Unter seiner Regie erlebte das Rittergut einen Aufschwung, der bis zum Ersten Weltkrieg anhielt. Ferber ließ das Gut sanieren und die Ausstattung auf den neuesten Stand bringen.
Im Jahr 1924 kaufte Friedrich Wilhelm Zacher, ein Fabrikant aus Leubnitz, das Gut, er bewohnte es von 1925 bis 1945. Nach dem Ende des Zweiten Weltkrieges sollte das Schloss auf Befehl der sowjetischen Besatzung abgerissen werden, was aber durch den Einsatz mutiger Blankenhainer verhindert werden konnte.

## Museum

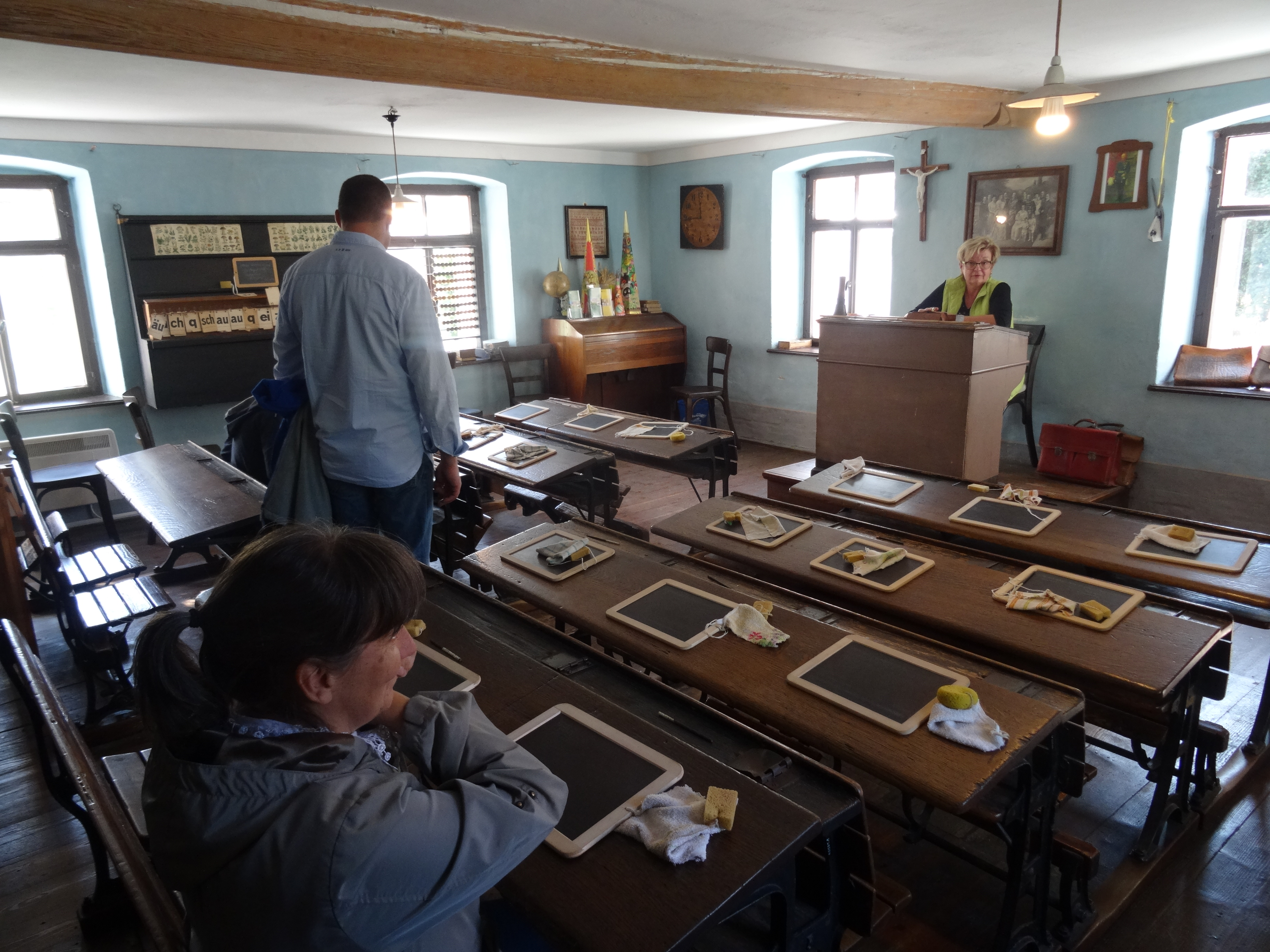
Dorfschule

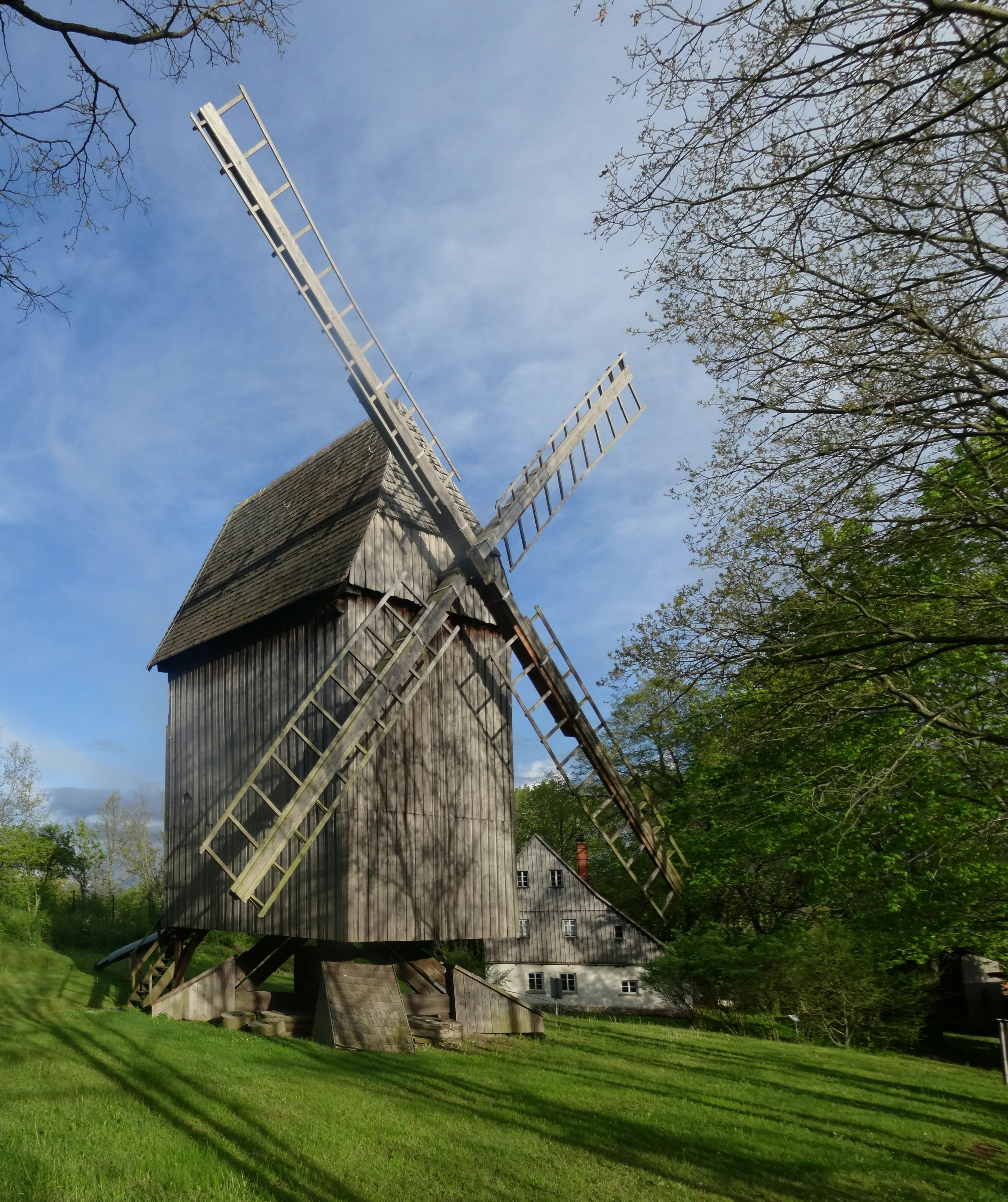
Bockwindmühle

1981 wurde das damalige Agrar- und Landwirtschaftsmuseum Schloss Blankenhain eröffnet. Seitdem wurde es stetig ausgebaut und erweitert. Am 7./8. Oktober 2006 wurde es als „Deutsches Landwirtschaftsmuseum Schloss Blankenhain“ mit einer neuen Ausstellung eröffnet. Es enthält aktuell 100 thematische Ausstellungen, mehrere Schauflächen mit historischen Nutzpflanzen, Wiesen und Weiden, die vorgelagerte Teichfläche und einen umfangreichen Schlosspark. Das DLM Blankenhain ist das Partnermuseum des 1977 gegründeten Deutschen Landwirtschaftsmuseums Hohenheim in Stuttgart. Zudem geht das Museum seit 2019 mit dem Österreichischen Landwirtschaftsmuseum Schloss Leiben eine Kooperation ein.
Im Ort Blankenhain sowie in der nahen Umgebung befinden sich eine Vielzahl ergänzender Museumsteile, beispielsweise der Pfarrhof mit dem Pfarrhaus, ein Mausoleum mit einer Gruft, eine Scheune mit einer Ausstellung historischer Leichenwagen, eine Bockwindmühle, eine Dorfschule, eine Leichenhalle und die Grabstätten ehemaliger Rittergutsbesitzer.

## Adelsgeschlecht Blancke
Im Hochmittelalter und Spätmittelalter erscheinen Adlige namens Blank, Blanck oder Blancke urkundlich in Thüringen und Sachsen. Sie sind wohl nicht verwandt mit denen von Blankenau von gleichnamigem Burgstall bei Chemnitz.
Laut Leo Bönhoff verkaufte Heinrich von Schönberg um 1475 das vormals kursächsische Amt Scharfenstein (als Lehen) mit der Burg Scharfenstein im Erzgebirge an einen „Friedrich Blanke“ (Blanke ohne c), welcher es 1482 an Heinrich von Starschedel weiterverkaufte.